# Смерть Гильгамеша
«Смерть Гильгамеша» — условное название шумерской песни, созданной во время правления I династии Исина. Главным героем песни является царь шумерского города Урук — Гильгамеш. 

## Время создания
На основании анализа «Смерти Гильгамеша» и других текстов, перекликающихся с данной песней, шумеролог В. В. Емельянов сделал вывод о том, что все эти произведения относятся к одной писцовой традиции. Он предполагает, что эти произведения были созданы в Ниппуре. В качестве аргументов для этого приводятся следующие соображения. Во-первых, в «Смерти Гильгамеша» упоминаются спортивные игры, которые проводятся в честь Гильгамеша в пятый месяц ниппурского календаря. Поздний комментарий, сделанный в Вавилоне, рассказывает, что игры проводились в 9 дней, и во время них около статуй Гильгамеша зажигались факелы. Во-вторых, в одной из разбитых строк упоминается несаг — ниппурский обряд, во время которого перед разливом рек до Нового года доставлялись первые жертвы храмам богов по воде. Кроме того, при перечислении богов, которым Гильгамеш приносил жертвы перед спуском в Подземный мир, на первом месте указываются первые боги Ниппура, считавшимися предками Энлиля. 
По мнению Емельянова, «Смерть Гильгамеша» создана во время правления I династии Исина, возможно, во время правления Ишме-Дагана.

## Исследования и публикации
В настоящее время известно множество мелких фрагментов, которые датируются старовавилонским периодом. Фрагменты с песней, найденные в Ниппуре, были опубликованы в 1944 году шумерологом Сэмюэлом Крамером, который изучал шумерские песни о Гильгамеше. Исследуя текст, названный им «Смерть Гильгамеша», он отметил их фрагментарность, однако предположил, что он послужил основой для некоторых фрагментов IX, X и XI таблиц аккадского «Эпоса о Гильгамеше». При этом он указал, что сама смерть Гильгамеша в Эпосе отсутствует. При этом С. Лэнгдон в 1932 году в работе «Шумерский эпос о Гильгамеше» высказал предположение о существовании шумерского эпоса о Гильгамеше. С. Крамер также считал, что все шумерские песни были соединены между собой («Смерть Гильгамеша» он считал продолжением «Гильгамеша и Горы Бессмертного»). Однако И. М. Дьяконов предполагал, что каждая песня о Гильгамеше является самостоятельным произведением.
В 2000 году Антуан Кавиньо и Фарук Аль-Рави опубликовали новые фрагменты таблиц, обнаруженные при раскопках в Телль-Хаддаде (античный Метуран). Хотя метуранская версия в деталях отличается от ниппурской версии, исследователи предложили последовательность расположения текста. Однако полной реконструкции текста не существует, основная сюжетная линия продолжает оставаться по большей степени неясной. При этом последовательность взаимного расположения фрагментов остаётся дискуссионным. В 2001 году попытку реконструкции текста предпринял Н. Фельдхвис, давший его собственную интерпретацию, а также опубликовавший ранее не использовавшийся фрагмент. На русском языке попытку реконструкции песни предпринял шумеролог В. В. Емельянов.

## Сюжет
У данной песни существует два колофона: колофон ниппурской таблицы провозглашает хвалу Гильгамешу, а колофон таблицы из Телль-Хаддада — посвящение богине Подземного мира Эрешкигаль (сестре богини Иннаны).
По сюжету песни больной юноша Гильгамеш, находясь на смертном одре, видит сон, в котором Собрание богов обсуждает его посмертную участь. Один из богов, Энлиль, перечисляет разные деяния Гильгамеша, в том числе и о посещении Гильгамешем жилища Зиусудры. Однако неизвестно, какой вердикт Гильгамешу вынес Энлиль. С ним спорит бог Энки, который упоминает о том, что одного из людей во время Потопа боги спасли, им был Зиусудра. Кроме того, он напоминает, что Гильгамеш - сын богини Нинсун, что даёт ему право получить бессмертие. В итоге боги отвергают аргументы Энки, но при этом дают Гильгамешу статус коменданта в Подземном мире, то есть хотя и соглашаются с тем, что он умрёт, но дают ему полубожественное положение. Однако этот фрагмент вызывает споры; по мнению Н. Фельдхвиса, сам Энки отказывает Гильгамешу в праве о бессмертии, поскольку одному человеку оно уже было дано, а тот факт, что Гильгамеш — сын богини, не даёт право на второе дарование бессмертия; исследователь считает, что именно Энки определяет для Гильгамеша судьбу повелителя Подземного мира.
После к расстроенному своей участью Гильгамешу приходит сын его покровителя, бога Уту — Сисиг. Он пытается успокоить Гильгамеша, рассказывая, что его судьба после смерти будет замечательной, что ему поставят памятник. Кроме того, каждое лето в месяц Ненегар около статуи будут проходить спортивные состязания. Также он указывает, что в Подземном мире Гильгамеш сможет встретиться со своими родными и другом Энкиду. Кроме того, бог напомнил, что герой был рождён для долгого правления, но вечной жизни ему не обещали, и советует смириться со своей судьбой и поскорее отправиться к предкам.
В дальнейшем слово «сон» в песне повторяется несколько раз, кроме того, в дальнейшем рассказ повторяется снова. Н. Фельдхвис высказал предположение, что повторение рассказа о суде богов дважды связано с тем, что первое — сон Гильгамеша, второе — реальный суд. В результате Гильгамеш спускается в Подземный мир, принеся жертвы богам, своим родственником и царям, правившим до него.
Заканчивается песня тем, что сын Гильгамеша, Урлугаль, догадался, что сон был загадкой бога Энки. И через полмесяца после прихода половодья на Евфрате Урлугаль построил гробницу отца, увековечив, таким образом, память о нём. В последних строках содержится и формула проклятия для тех, кто задумает уничтожить гробницу, и формула пожелания, в которой всем указывается на необходимость создавать памятные знаки для предков.

## Связь с другими произведениями
Песня о смерти Гильгамеша содержит много отсылок к другим песням, созданных в эту же эпоху. Когда идёт перечисление деяний Гильгамеша, упоминается о том, что он возвратил на своё место все обряды и Ме, которые были уничтожены Потопом. Это же утверждение встречается в «Плаче по Ниппуру», однако там восстановителем разрушенной Потопом жизни объявляется царь Исина Ишме-Даган. В этот же период записан плач по царю Ура Ур-Намму, в котором описывается возлежание царя на смертном одре. Здесь Ур-Намму назван сыном богини Нинсумун, как и Гильгамеш он приносит дары богам Подземного мира, причём одним из этих богов называется сам Гильгамеш. 
Описание того, как Зиусудру бог Энки спас от потопа, связывает «Смерть Гильгамеша» с шумерским мифом о потопе. При этом утверждение бога Сисига о том, что Гильгамешу не было обещано бессмертие, а только долгое правление, находит параллель с песней о разорении Шумера и Ура, где бог Энлиль похожие слова говорит своему потомку Нанне. Сокращённый вид этой формулы присутствует и в шумерском мифе о потопе, когда бог Энки предупреждает Зиусудру о вердикте богов.
В аккадском эпосе также присутствует история о том, как Гильгамеш посещает пережившего Потоп Утнапиштима (Зиусудру), но если в шумерском варианте он после посещения восстанавливает утраченные с Потопом силы и обряды, то в аккадском варианте Гильгамеш пытается узнать у Утнапиштима секрет бессмертия.